# مولود آك غن
مولود آكْ غُن (بالتركية: Mevlüt Akgün)‏, (ولد: 10 أكتوبر 1966, «تشاطاق» في كارامان, تركيا) حقوقي وسياسي تركي. ونائب سابق في البرلمان التركي لأكثر من دورة ممثلا عن حزب العدالة والتنمية.